# Šiderty (řeka)
Šiderty také zvaná Sarapan a na dolním toku Karasu (rusky Шидeptы, Сарапан, Карасу) je řeka v Karagandské a Pavlodarské v Kazachstánu.

## Číselné údaje
Je 506 km dlouhá. Povodí má rozlohu 15 900 km².

## Průběh toku
Pramení v centrální části Kazašské pahorkatiny a ústí do jezera Šaganak (16,4 km²). V letech s velkým množstvím vody jím protéká a končí v jezeře Žalauly.

## Vodní stav
Zdroj vody je převážně sněhový. Nejvyšší vodní stavy se vyskytují od poloviny dubna do června. Na horním a dolním toku vysychá.

## Využití
Po řece na jejím horním a středním toku je veden kanál Irtyš – Karaganda.